# Szászalmád
Szászalmád (románul Alma Vii, németül Almen) falu Romániában Szeben megyében. Közigazgatásilag Muzsna községhez tartozik.

## Fekvése
Medgyestől 18 km-re délkeletre fekszik, Muzsnához tartozik, melytől 8 km-re délkeletre van.

## Története
1289-ben Alma néven említik először. A falu feletti kis halmon hatalmas szász erődtemplom áll, 16. századi erődfalát három négyszögletes torony erősíti. 1910-ben 581, többségben német lakosa volt, jelentős román kisebbséggel. A trianoni békeszerződésig Nagy-Küküllő vármegye Medgyesi járásához tartozott.